# Scathophaga crinita
Scathophaga crinita är en tvåvingeart som först beskrevs av Daniel William Coquillett 1901.  Scathophaga crinita ingår i släktet Scathophaga och familjen kolvflugor.
Artens utbredningsområde är Berings hav. Inga underarter finns listade i Catalogue of Life.